# Giuseppe Mengoni
Giuseppe Mengoni, né le 23 novembre 1829 à Fontanelice et mort le 30 décembre 1877 à Milan, est un architecte et ingénieur italien. Formé à Bologne, il est connu pour la conception et la réalisation de la galerie Victor-Emmanuel II de Milan.

## Biographie

### Jeunesse et formation
Né à Fontanelice, un petit bourg romagnol situé à une quarantaine de kilomètres de Bologne, Giuseppe Mengoni est le second des quatre fils de Zaccaria Mengoni et de Valeria Mengoni née Bragaldi.
Après avoir été élève au lycée de la ville voisine d'Imola, il poursuit ses études à Bologne, où sa famille s'est installée en 1847. L'année suivante, le jeune homme prend brièvement part à la Première guerre d'indépendance italienne en s'engageant dans le bataillon des chasseurs du Rhin commandé par Livio Zambeccari. En novembre suivant, il s'inscrit à l'Académie des beaux-arts de Bologne, où il étudie la perspective auprès de Francesco Cocchi ainsi que l'architecture auprès de Fortunato Lodi.
Parallèlement à cette formation artistique, il étudie à la faculté de physique et de mathématiques de l'Université de Bologne, où il obtient son diplôme d'ingénieur après avoir soutenu une thèse d'optique en 1851.

### Carrière
Entre 1857 et 1859, Mengoni travaille, sous la direction de Jean Louis Protche, à la conception de la ligne ferroviaire reliant Pracchia à Bologne (ferrovia porrettana).

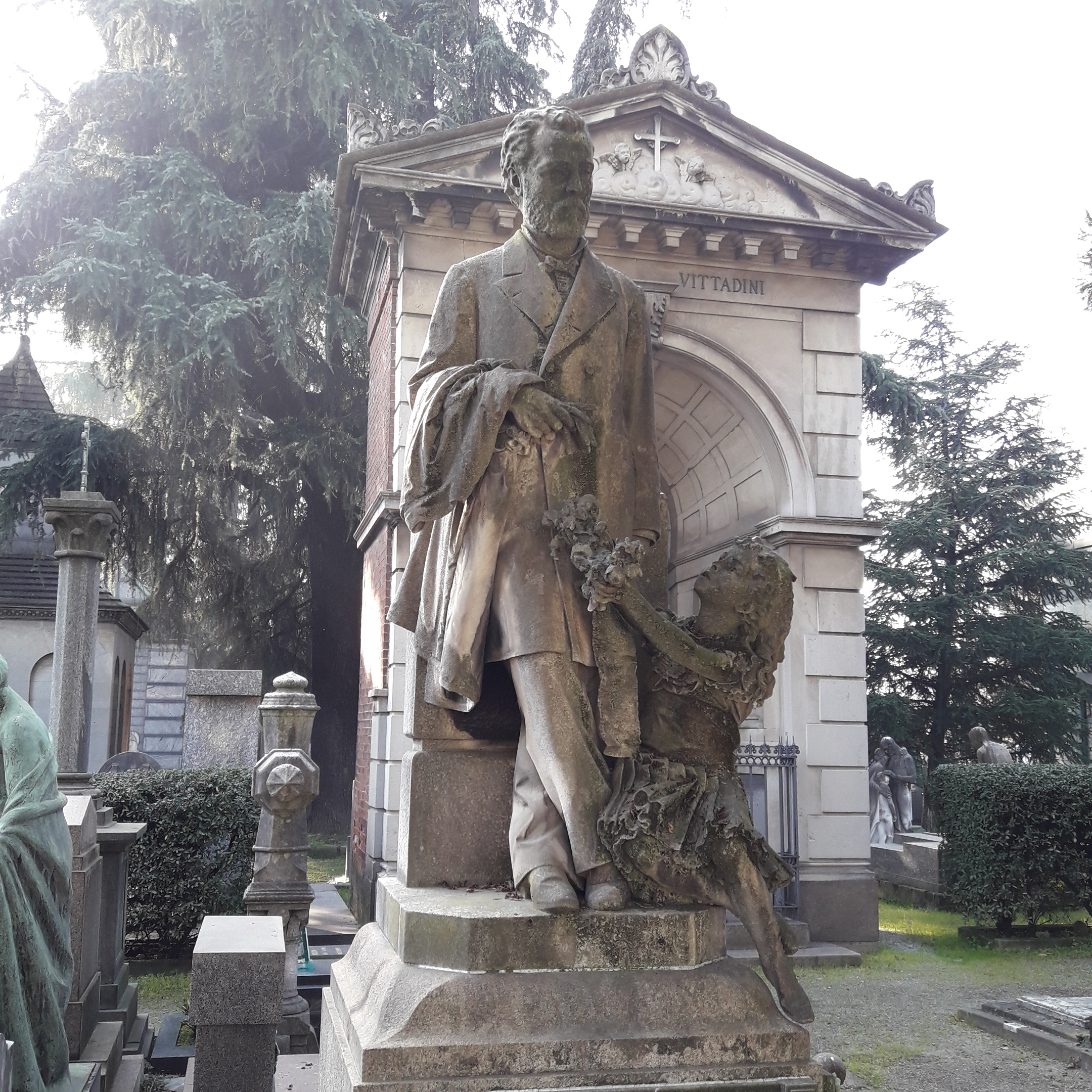
Tombeau de Mengoni au cimetière monumental de Milan. Statues de l'architecte (1879) et de sa fille (1882) par Francesco Barzaghi.

En 1861, il présente aux édiles de Milan un premier projet d'aménagement de la place du Dôme. Deux ans plus tard, à l'issue d'un concours auquel ont également été conviés Giuseppe Pestagalli et Niccolò Matas, Mengoni est choisi pour réaménager la place et, surtout, pour édifier la grande galerie couverte reliant celle-ci à la place de la Scala. La construction commence la même année (1863) sous l'égide d'une compagnie privée britannique.
La galerie est ouverte au public en septembre 1867, mais l'arc de triomphe de la place du Dôme n'est pas encore achevé. Après la faillite de l'entreprise britannique, en 1869, les travaux sont repris en main par la municipalité de Milan et se poursuivent jusqu'en 1877.
Entre-temps, Mengoni dessine des projets urbanistiques pour les villes de Rome, Rimini et Cesena. En 1872, il épouse Carlotta Bossi.
La veille de la livraison des travaux de l'arc monumental de la place du Dôme, Mengoni fait une chute mortelle alors qu'il inspectait des ornements du haut d'un échafaudage, à quarante mètres du sol. Il est inhumé au cimetière monumental de Milan, où sa tombe sera surmontée, en 1879, d'une statue en pied sculptée par Francesco Barzaghi.

## Réalisations notables
- 1857-1859 : Tours de la Porte Saragozza, Bologne[2].
- 1861-1867 : Théâtre de Magione (Teatro Mengoni)[3].
- 1862 : Transformation en hôtel de ville de l'ancien couvent franciscain de Castel Bolognese (Palazzo Mengoni)[1].
- 1863 : Hôtel de ville de Malalbergo (détruit en 1945)[1].
- 1863-1877 : Galerie Victor-Emmanuel II, Milan[3].
- 1868-1876 : Palais de la Caisse d'épargne, Bologne[3].
- 1870-1874 : Marché central de Florence[3].

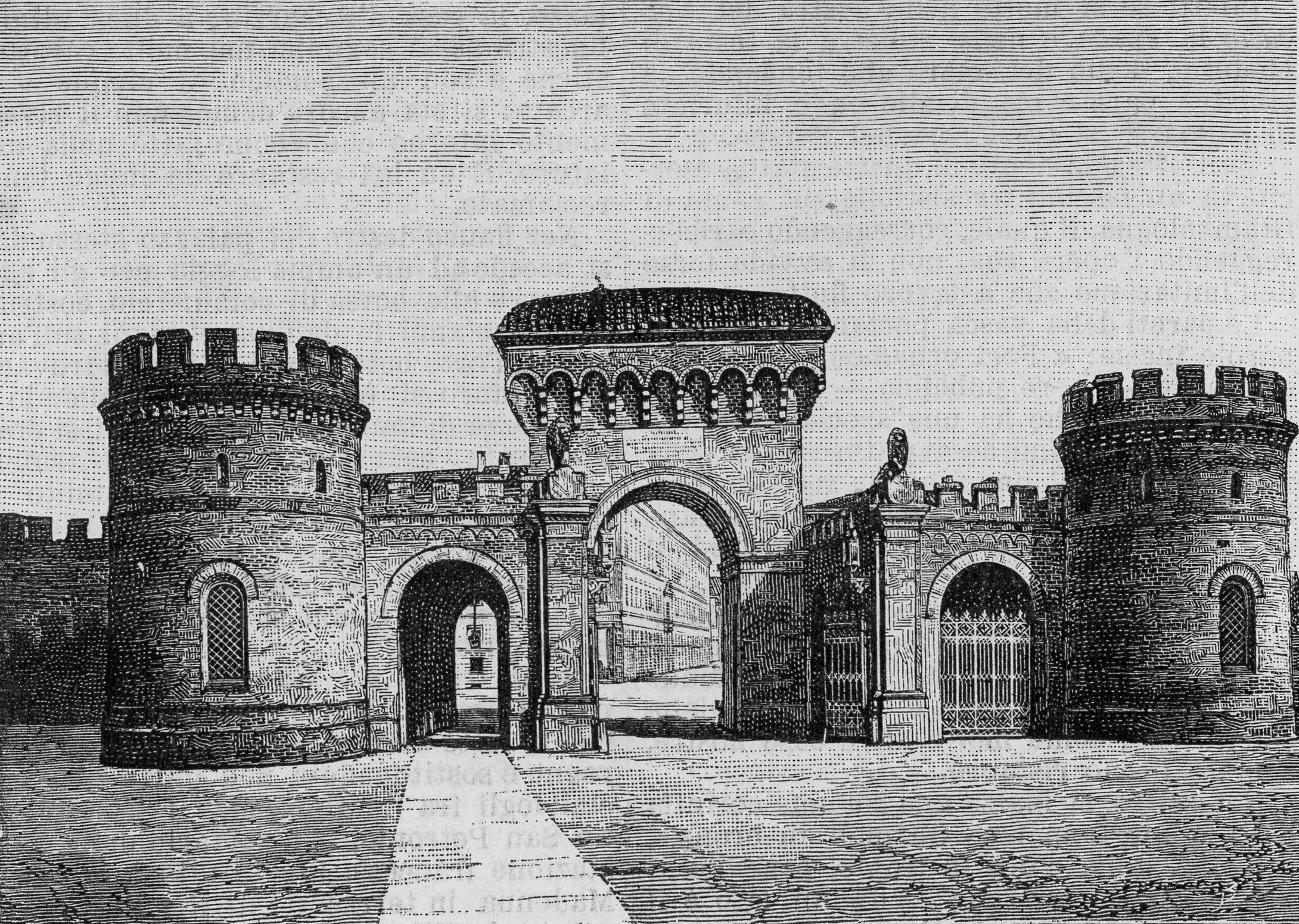
Porte Saragozza.
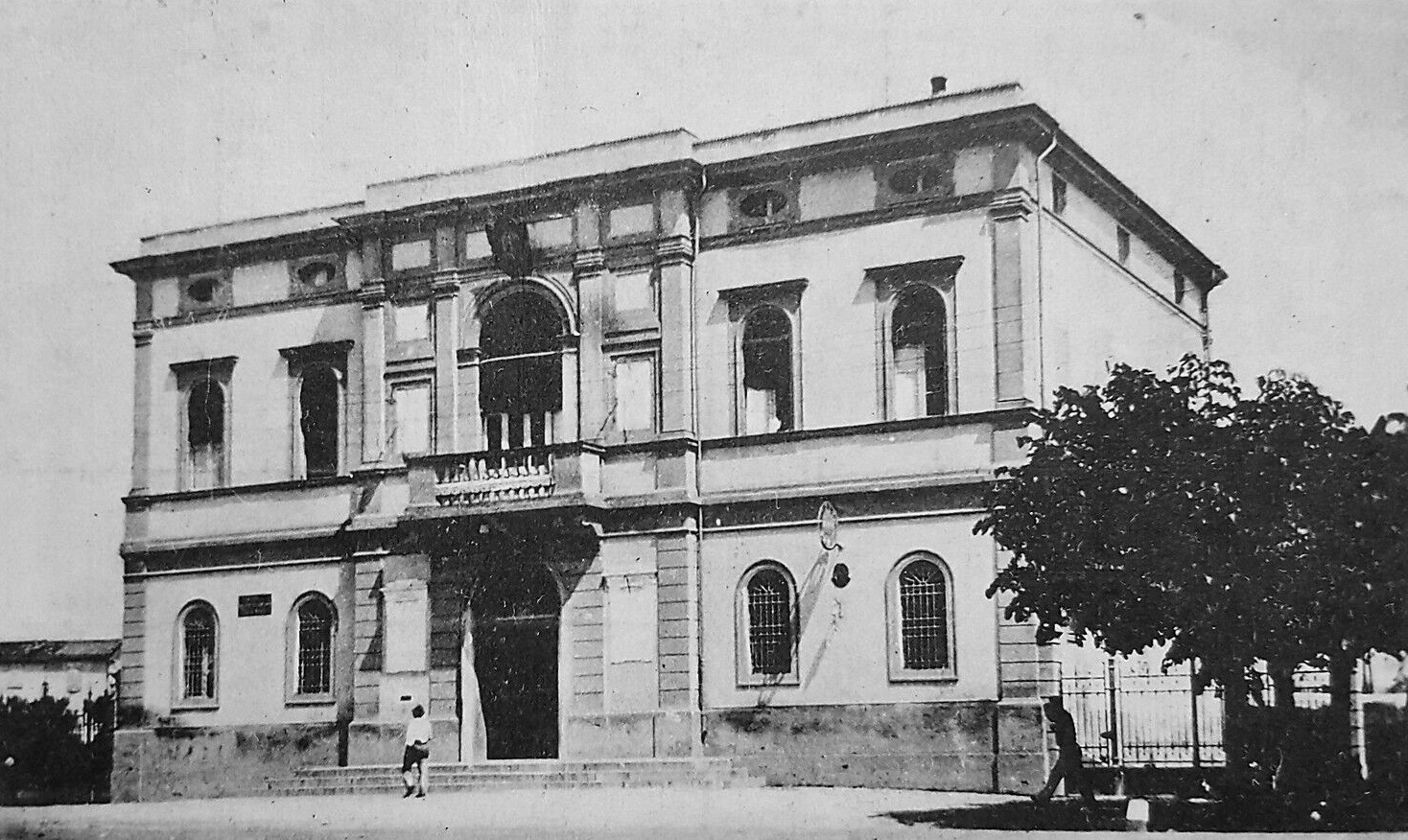
Hôtel de ville de Malalbergo.
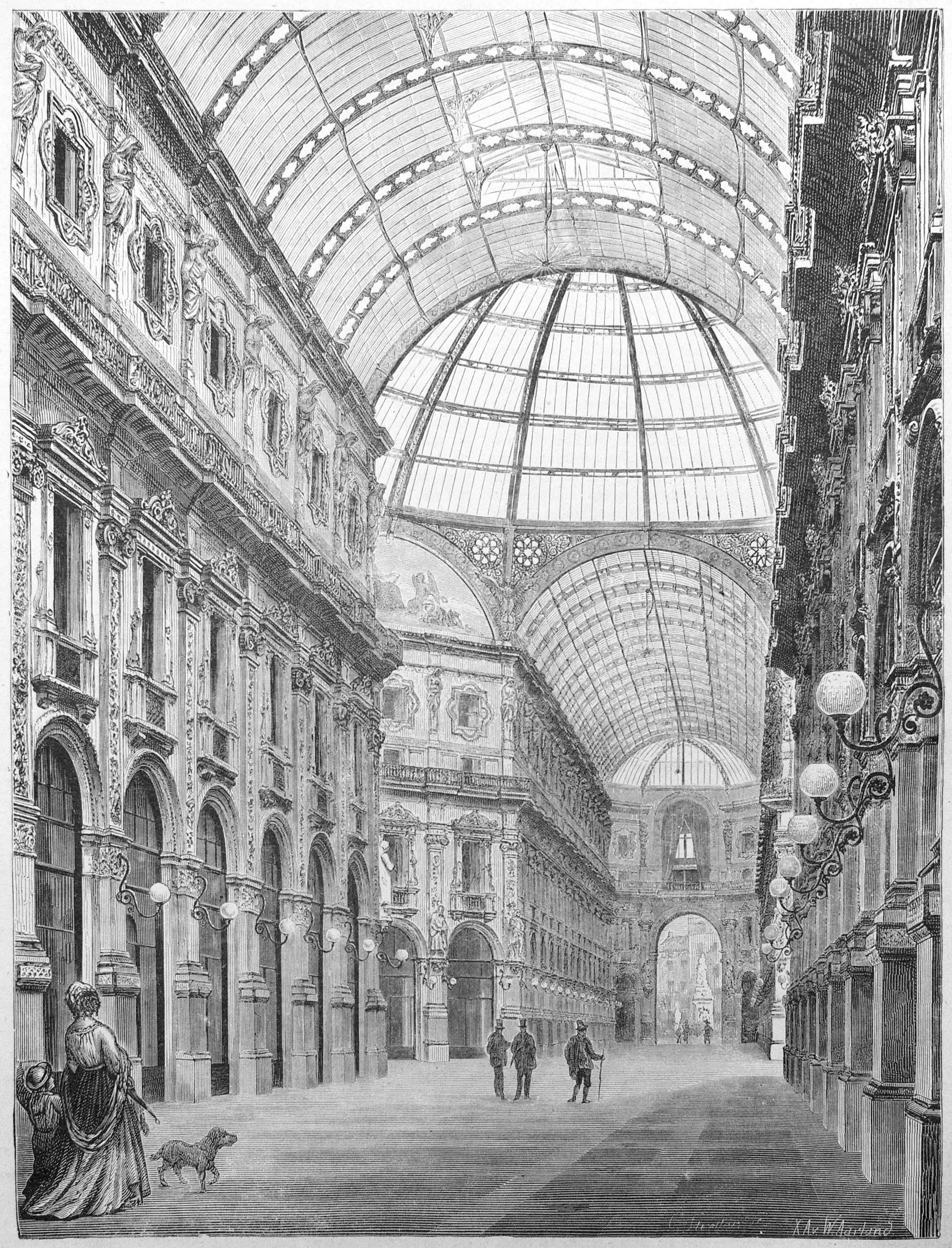
Intérieur de la galerie Victor-Emmanuel II.
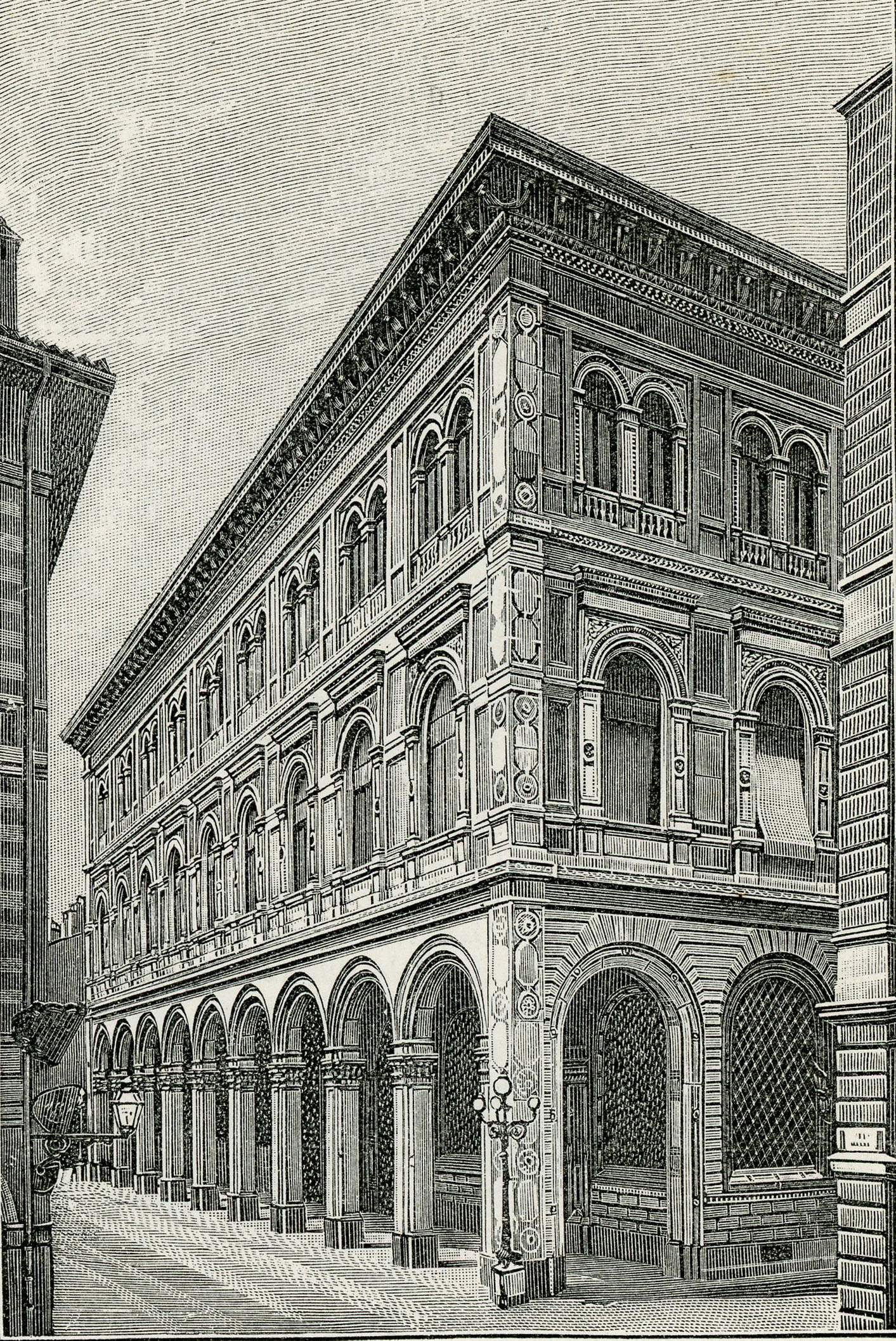
Palais de la Caisse d'épargne de Bologne.
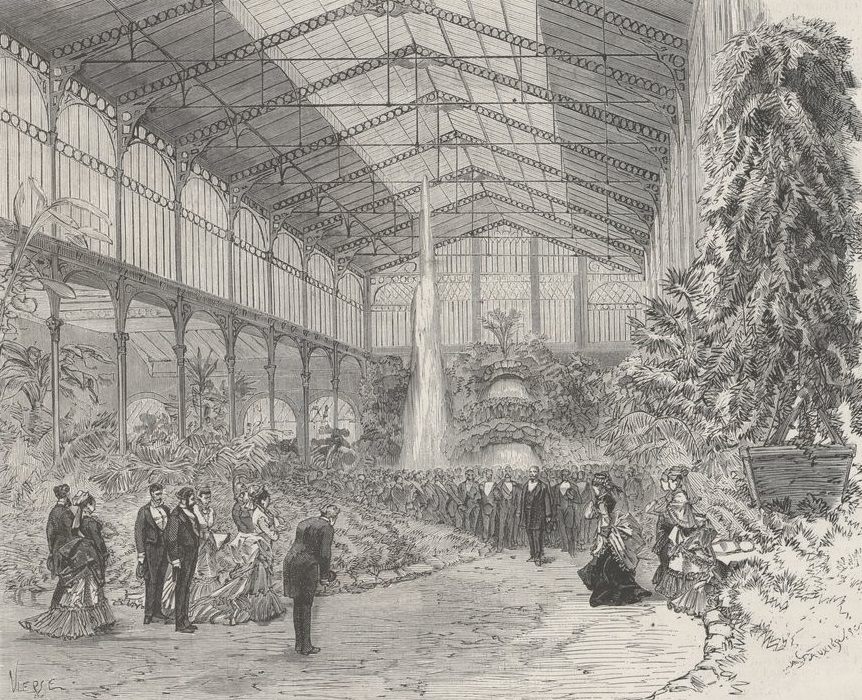
Marché central de Florence.
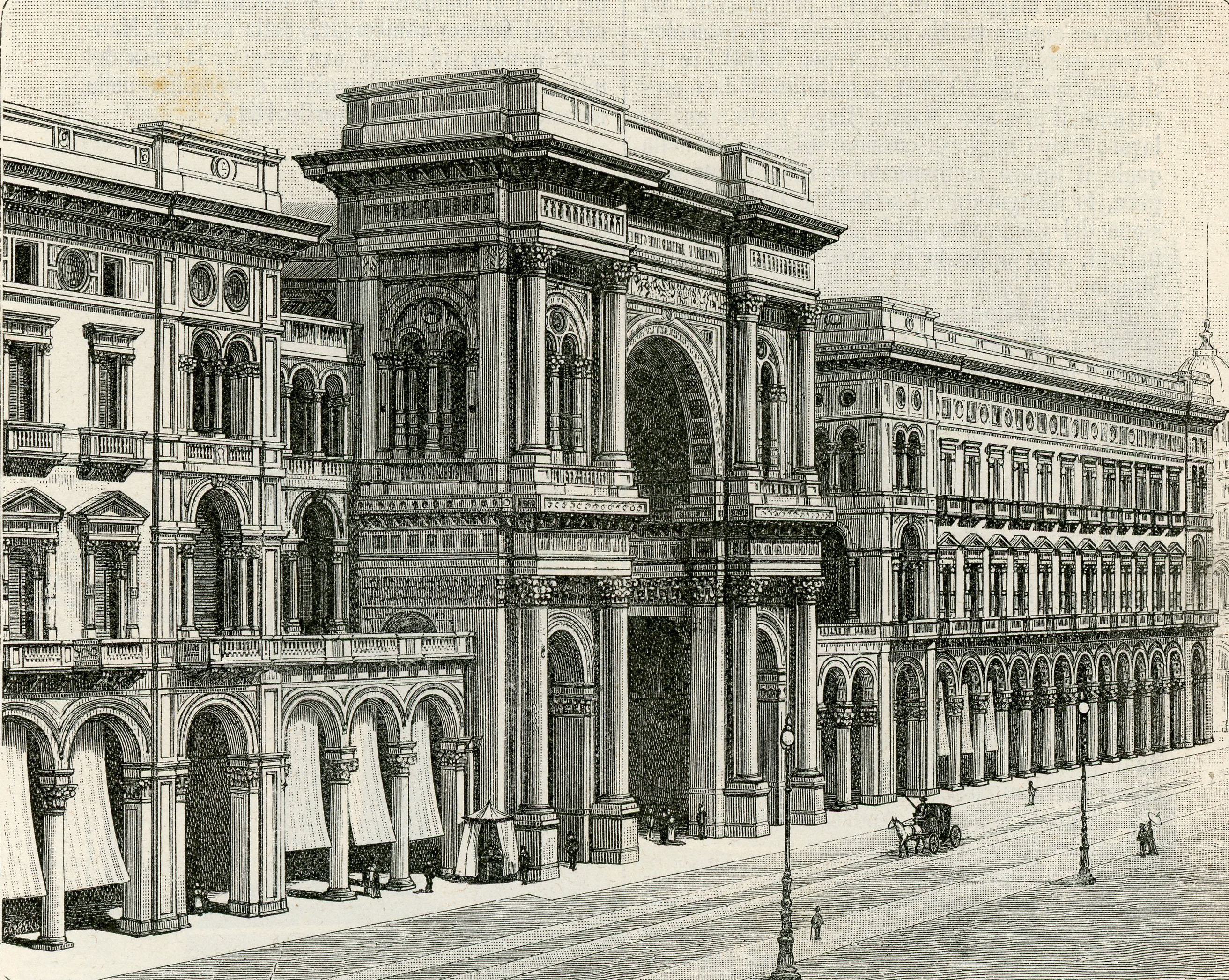
Arc de triomphe de la galerie Victor-Emmanuel II.